# Nobuyuki Ōura
Nobuyuki Ōura (japanisch 大浦 信行 Ōura Nobuyuki; geb. 1949, Toyama) ist ein japanischer Künstler, Filmregisseur (vorwiegend Dokumentarfilme) und Aktivist, der in seinen Arbeiten an landeseigenen Tabus rührt. Ōura Beiträge stehen bis heute im Kontext von Debatten um die Freiheit der Kunst, Zensur und Meinungsfreiheit in Japan.
Ōura hatte zunächst an der Kokugakuin-Universität in Tôkyô Wirtschaft studiert, begann dort in den späten 1960ern aber mit der Malerei. Im Jahr 1975 reiste er in die USA und lebte zehn Jahre in New York, wo er 1977 den Künstler und Architekten Shûsaku Arakawa 荒川修作 (1936–2010), der seit 1961 in der amerikanischen Metropole arbeitete, kennenlernte. Bald wurde er sein Studioassistent, um dann bis 1984 ganz in seine Dienste zu treten. Arakawas Einfluss war prägend für den jungen Ōura.

## Enkin o kakaete (1982–85) / Holding Perspective
Erste Kontroversen rief sein frühes Werk, eine in den Jahren 1982–85 entstandene Serie von 14 lithographischen bzw. Siebdruck-Blättern (die Techniken hatte er von Arakawa übernommen) unter dem Titel „Die Perspektive halten“ (Enkin o kakaete 遠近を抱えて, engl. Holding Perspective), hervor. Die Collagen, die zuerst 1984 in der Galerie Yamaguchi/Tôkyô in einer Einzelausstellung gezeigt und 1986 im Museum der Präfektur Toyama ausgestellt wurden, enthalten Referenzen auf Kaiser Hirohito 裕仁 (1901–1989), d. h. Shôwa Tennô, und die kaiserliche Familie.
Bei der Siebdruck-Serie Enkin o kakaete handelt es sich um visuelle Palimpseste, die verschiedene, sich scheinbar gleichberechtigt überlagernde Zitate aus der (vormodernen) japanischen und westlichen Kultur sowie aus der Zeitgeschichte bemühen; die Arbeiten erinnern in ihren Gestaltungsprinzip parziell an die Werke des Malers und Druckgrafikkünstlers Yokoo Tadanori (geb. 1936), ebenso wie sie Gemeinsamkeiten mit Mishima Yukios Fotokompositionen in Barakei (1963; Killed by Roses) haben. Bemerkenswert sind die visuellen Erwähnungen des Kaisers als junger und als älterer Mann in Form von Photographien. Abhängig von der Perspektive des Betrachters – wirken die Zuordnungen provokativ oder durch den entstehenden Assoziationsvortex als subversiv-reizvolle Rätselaufgabe. Der Künstler bestreitet eine Absicht, das Kaiserhaus beleidigen zu wollen.
Zitiert werden u. a. Figuren aus den Gemälden Botticellis, Putti, japanische Darstellungen eines Pflaumenbaums, eine amerikanische Landschaftsansicht, westliche anatomische Zeichnungen bzw. medizinische Abbildungen (etwa eines Gehirns; Bezug zu Arakawa), zoologische Abbildungen (Tintenfisch), Möbelstücke, Photos nackter und tätowierter Frauen, Insekten, buddhistische Malerei (u. a. die zornvolle Gottheit Mahakala, sanskr. महाकाल mahākāla), ukiyo-e Holzschnitte mit Kriegern, der Kaiser als Kind auf einem Holzpferd, der Kaiser als Führer der Nation auf seinem weißen Pferd in moderner Militäruniform sowie eine phallusartige Abbildung des atomaren Pilzes in Kombination mit zwei schräg positionierten, schwebenden weißen Bettgestellen, die augenscheinlich auf die dynastische Kontinuität der kaiserlichen Linie abheben.
Auch der Kopf des älteren Kaisers neben dem Unterleib einer nackten Frau, demgegenüber auf einer medizinischen Illustration die Beckenknochen eines Skeletts – garniert mit einer toten Fliege – zu sehen sind, lässt eventuell sogar an die dunkelsten Kapitel des Zweiten Weltkriegs (Menschenversuche) denken. Die Arbeiten, die der Künstler jedoch in erster Linie als poetische Artikulation eigener Befindlichkeit, bzw. als Identitätssuche oder als Selbstporträt (jigazô) auf der Suche nach dem „inneren Kaiser“ (uchinaru tennô) verstanden wissen will, riefen in national gesinnten Kreisen Entrüstung hervor, gefolgt von Zensurmaßnahmen.

## Mögliche Deutungsebenen
Die Arbeiten entfalten vor allem in der Detailbetrachtung ihre subversive Potenz. Während die postkoloniale Makroexegese, wie sie der an der Kunsthistoriker Kenji Kajiya (Universität Tôkyô) anwendet, eine japanische Selbstbehauptung gegen das westliche Korsett erkennt, ist die Exegese der Kunstwissenschaftlerin Kagawa Mayumi, die eine Parodie der Geschichte und ein Adressieren der Vanitas-Thematik ausmacht, überzeugender. Ōuras Eigendeutung kann in dem Punkt Geltung beanspruchen, an dem der Künstler von einem poetischen Selbstporträt spricht, allerdings sicher auch ironisch unterlegt. Denkbar wäre zudem eine Evokation des kollektiven Selbst japanischer Individuen, deren Identität sich als von der durch den Westen induzierten modern-nationalstaatlichen Matrix der Shôwa-Ära durchsetzt zeigt. Ebenso könnte Ōura die spöttische Selbstreflexion eines seiner japanischen Sozialisation entfremdeten japanischen Bürgers beabsichtigt haben, der sich im Laufe eines USA-Aufenthalts mit seiner Herkunft konfrontiert sieht bzw. sich durch westliche Augen wahrnimmt.

## Streit um die Darstellungen und Beschränkung der künstlerischen Freiheit
Der Streit um die, sozusagen im Exil angefertigten 14 Siebdrucke, ist unter dem Etikett „Emperor Collage Case“ Teil der bis in die Gegenwart andauernden Debatte um die Meinungsfreiheit bzw. die Freiheit des Ausdrucks (hyôgen no jiyû 表現の自由) in Japan.
Die Kontroverse begann als Ōura im März 1986 mit zehn Blättern an einer Ausstellung von Künstlern aus Toyama teilnahm. Das Museum erwarb vier der Arbeiten, Ōura übergab der Einrichtung noch weitere sechs. Zwei Monate nach der Ausstellung sprachen sich rechte Gruppen gegen die Werke aus. Im Juli 1986 versammelten sich über 200 Protestierende auf 52 Lastwägen mit Lautsprechern und forderten die Zerstörung der Blätter und die Absetzung des Museumsdirektors. Das Gremium der Präfektur fällte schließlich ein negatives Urteil über die Serie als unpatriotisch und geschmacklos.
Der Direktor zog die vier erworbenen Arbeiten aus der öffentlichen Präsentation zurück und retournierte auch die Ergänzungen des Konvoluts durch den Künstler. 1990 wurde der Katalog mit seinen Illustrationen dem öffentlichen Zugang entzogen, was im Hinblick auf das Recht der Meinungsfreiheit Protest von Seiten der Japan Library Association sowie der Sozialdemokratischen Partei hervorrief. Drei Jahre später stellte es sich heraus, dass das Museum die vier in seinem Besitz verbliebenen Arbeiten des Künstlers veräußert und die Restbestände des Katalogs, 470 Stück, verbrannt hatte; ein ultranationalistischer Shintô Priester hatte zuvor auch schon den Katalog im Besitz der Präfekturbibliothek zerstört. Daraufhin strengten Ōura und seine Unterstützer eine Klage gegen das Museum an mit der Forderung nach Rückkauf der mit öffentlichen Geldern erworbenen Bilder und Neudruck des Katalogs. Das Verfahren zog sich über mehrere Instanzen bis Februar 2000 hin und endete mit Ōuras Niederlage. Danach hat kein Museum mehr Ōuras Holding Perspective ausgestellt oder erworben.

## Die Kontroverse im Kunstmuseum der Präfektur Okinawa 2009
Der Fall wurde erneut Thema der Debatte um Meinungsfreiheit in Japan als das Werk, zusammen mit den Arbeiten von Yukinori Yanagi, aus der am Kunstmuseum der Präfektur Okinawa vom unabhängigen Kurator Shinya Watanabe organisierten Ausstellung "Into the Atomic Sunshine: Postwar Art under Japanese Peace Constitution Article 9” ausgeschlossen wurde. Zuvor war "Into the Atomic Sunshine“ ohne Probleme in New York und in der Hillside Galerie in Daikanyama/Tôkyô gezeigt worden. Aus Protest gegen die Zensurmaßnahmen des Museums veranstalteten 25 Künstler während der Dauer der Ausstellung in Okinawa in der Galerie Maki/Tôkyô ein Gegenprogramm unter dem Motto „Atomikku sanshain“. Okinawa-ten no ken'etsu ni teikô suru bijutsuten (Atom-Sonnenschein. Kunstausstellung in Opposition zur Ausstellung der Präfektur Okinawa) / (「アトミックサンシャイン」沖縄展の検閲に抗議する美術展).

## Aichi Triennale 2019
Mehr als 30 Jahre nach den Ereignissen in Toyama kam es im Zusammenhang mit Ōuras frühem Werk erneut zu einer Zensuraffaire. Der Künstler hatte mit dem Titel Holding Perspective II (2019) eine kurze Dokumentation (20 min.) gedreht, die 2019 auf der Aichi Triennale gezeigt wurde. Der Beitrag lief in der Sparte "‘Die Freiheit des Ausdrucks' – Das Danach" (Originaltitel:『「表現の不自由展」その後」』) zusammen mit künstlerischen Kommentaren zum Thema Trostfrauen, wiederum im Fokus von Protesten rechter Gruppen. Dieser Gegenwind führte schließlich zur Schließung der Sonderausstellung innerhalb der Triennale, was internationale Aufmerksamkeit erregte, wobei der Fall des südkoreanischen Künstlerehepaars Kim Seo Kyung und Kim Eun Sung mit der „Statue des Friedens“ im Mittelpunkt stand. In Japan richteten sich die Proteste allerdings mindestens ebenso stark auf Ōuras Film, in dem zu sehen war, wie Bilder des Kaisers (aus der Serie Enkin o kakaete) mit der Fackel (aus Protest gegen die Zensurmaßnahmen) entzündet und verbrannt wurden.

## Ōura als Filmregisseur und Aktivist
Ōura, der durch seine Positionierung die Rolle eines Aktivisten einnahm, hatte zudem seit 1995 eine Reihe subversiver Filme gedreht, angefangen mit Enkin o Kakaete / Holding Perspective (1995). 2001 entstand „Japanischer Selbstmordpakt. Hariu Ichirō, der Mann, der ganz Japan in seinem Griff hatte“ / Nihon Shinjū  Hariu Ichirō: Nihon o marugoto kakaekonde shimatta otoko 日本心中　針生一郎・日本を丸ごと抱え込んでしまった男 (90 min; Film phantastischer Prägung), 2005 der Beitrag „9.11-8.15  Japanischer Selbstmordpakt“ / 9.11-8.15日本心中 (145 min; experimenteller Film), danach das „Kaiser-Spiel. Misawa Chiren: Die Revolution eines Einzelnen“ / Tennō-gokko, Misawa Chiren: Tatta hitori no kakumei 天皇ごっこ　見沢知廉・たった一人の革命 (2011; 115 min. Sozialdokumentation), gefolgt von „Yasukuni, Geist der Erde, Kaiser“ 靖国・地霊・天皇 / Yasukuni, chirei, Tennō (2014; 90 min; filmische Debatte des Nationalstaats mit Bezug zum Ethnologen und Folkloreforscher Orikuchi Shinobu 折口信夫, 1887–1953), Holding Perspective II (2019; 20 min.) und Woman Holding Perspective (2018; 98 min; Porträt der Schauspielerin Abe Ayumi).
Mit seinen filmischen Arbeiten verließ Ōura den engeren Raum der Malerei, da er anlässlich der ersten Zensur-Affaire erkannt hatte, mit welchem Thema er sich in dieser Welt als Kunstschaffender intensiv auseinandersetzen sollte, nämlich mit Japans intimsten Tabus. Auf diese Weise bestimmte das Moment des Aktivistischen die weiteren Unternehmungen Ōuras: Zusammen mit Unterstützern veröffentlichte er Artikel, Bücher und Pamphlete, um den autoritären Staat, seine Zensur und seine Machtausübung kritisch zu hinterfragen.